# OLiS
OLiS (Oficjalna Lista Sprzedaży; с пол. — «Официальный чарт продаж») — официальный национальный польский хит-парад альбомов, еженедельно публикуемый Związek Producentów Audio-Video (ZPAV). Хит-парад состоит из 50 альбомов. Первый выпуск состоялся 23 октября 2000 года.
Список составлен на основе данных, получаемых от 233-х торговых сетей Польши, а именно: Empik (121 магазин), Real (53 магазина), Media Markt (38 магазинов) и Saturn (15 магазинов), двух крупнейших польских интернет-магазинов: Merlin и Alkopoligamia и 4-х розничных магазинов. Kantar TNS собирает и компилирует информацию о продажах.